# The Wizard of Oz (musical 1902)

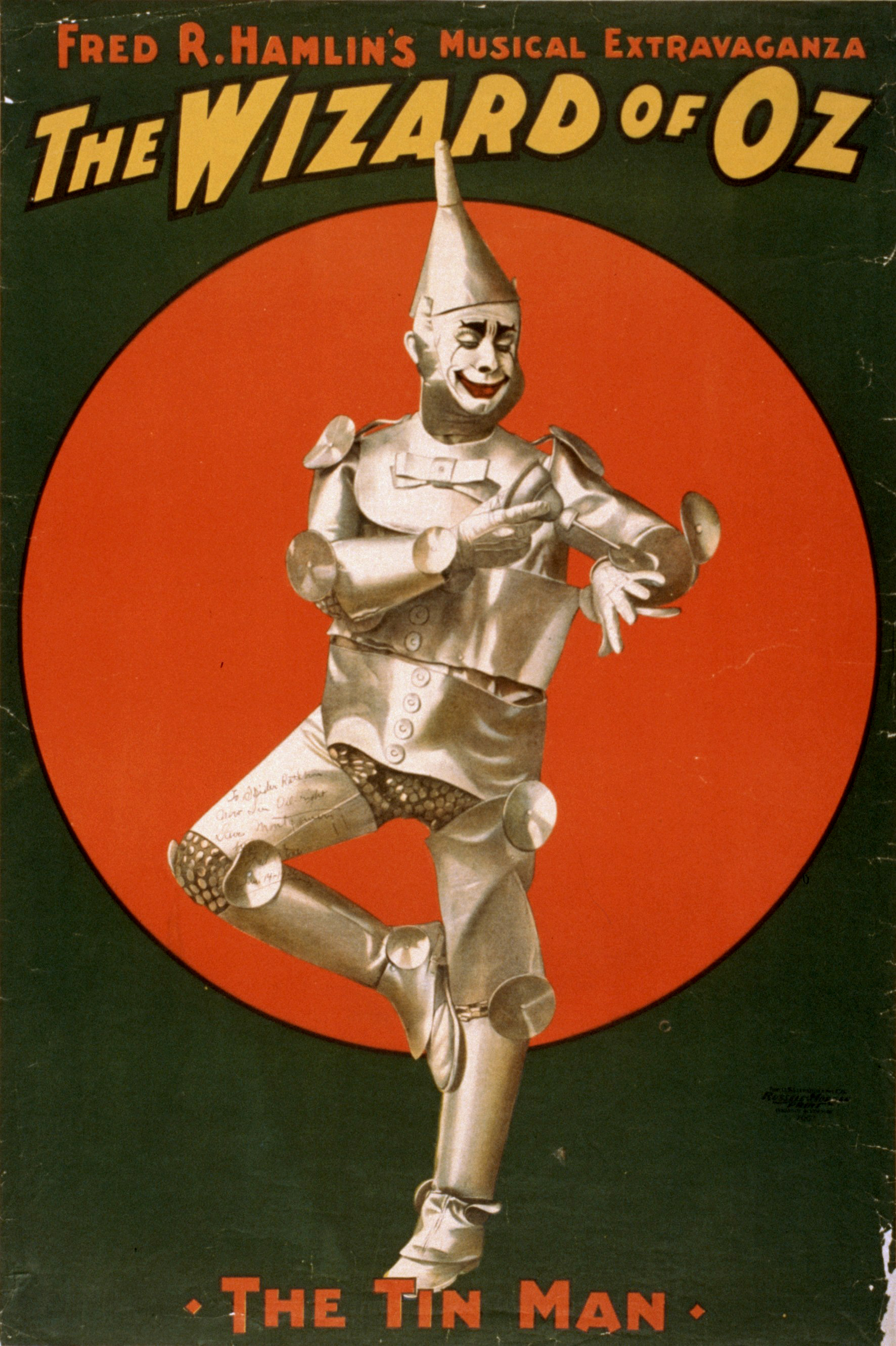
Poster del 1903

The Wizard of Oz è un musical statunitense in tre atti, che debuttò a Chicago nel 1902 al Grand Opera House, prodotto da Fred R. Hamlin. In scena a Broadway dal 20 gennaio 1903, ebbe un grande successo di pubblico. Restò in cartellone fino al 3 ottobre, per un totale di 293 recite per poi andare in tournée.
Gran parte delle musiche originali - quasi del tutto dimenticate - si devono a Paul Tietjens. Pur se il libretto viene comunemente accreditato a L. Frank Baum, venne in effetti scritto da Glen MacDonough, assunto per rivederlo completamente dopo che Baum aveva finito la prima stesura, un testo che fu rigettato dal regista e dal produttore.
Gli interpreti principali furono Anna Laughlin nel ruolo di Dorothy Gale, Fred Stone in quello dello Spaventapasseri e David C. Montgomery come l'uomo di latta che, nel musical, era chiamato Niccolo Chopper. Arthur Hill interpretava il Leone codardo, ma in questa versione il ruolo era ridotto a una parte da comparsa. La strega cattiva era stata eliminata e Toto, il cane di Dorothy, era sostituito da una mucca di nome Imogene.
Un elemento - la nevicata provocata dalla strega buona che sconfigge la magia dei papaveri che avevano addormentato Dorothy e il Leone codardo - venne poi utilizzato nel celebre Il mago di Oz del 1939.

Altri nuovo personaggi furono il re Pastoria II e la sua fidanzata, Trixie Tryfle (una cameriera), Cynthia Cynch (una signora lunatica), Sir Dashemoff Daily (il poeta laureato), Sir Wiley Gyle e il generale Riskitt. Il cognome di Dorothy, che non esiste nel romanzo originale, appare in questo spettacolo e verrà menzionato nel 1907 in Ozma of Oz.

## Il cast della prima a Broadway (20 gennaio 1903)

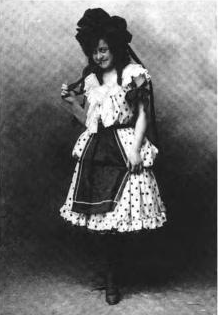
Anna Laughlin nel ruolo di Dorothy

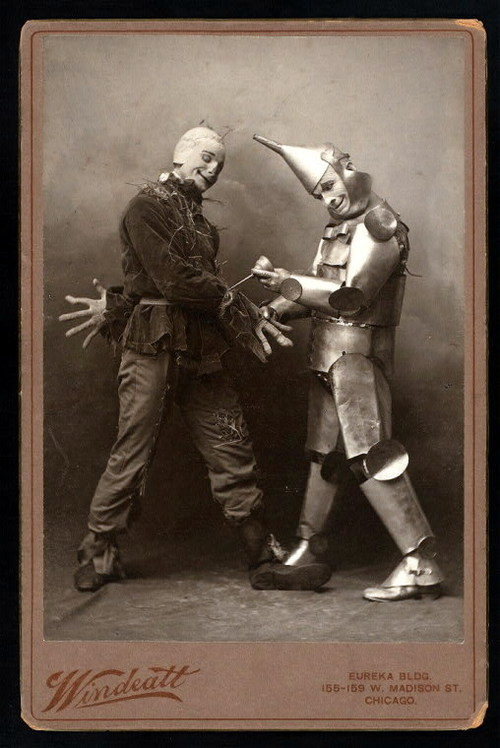
Fred A. Stone e David C. Montgomery (1902)

### Chorus
- Helen Blye:
- Grace Bond:
- Lucile Bryant
- Marie Burnell
- Emma Clarke:
- Albert Cleveland:
- Etta Diamond
- Rae Dixon
- May Du Frene
- Erna Evans
- George Fields
- Marie Fitzhugh
- Kathleen Flynn
- Emily Fulton
- Margie Griffith
- Grace Igoe
- Mary Jackson
- Virginia Kendall
- Anna Leon:
- George Mansfield
- Nellie Payne
- Clara Pitt
- Grace Pomeroy
- Nancy Poole
- Clara Selton
- Leta Shaw
- Harry Wiegand
- Fred Wyckoff
- George Young
- Laura Young